# Ritratto virile (Oliverio)
Il Ritratto virile o ritratto d'uomo è un dipinto a olio tavola di Alessandro Oliverio, e conservato nella Galleria nazionale d'Irlanda di Dublino dal 1882.

## Storia e descrizione
Il dipinto è la sola opera che l'artista bergamasco abbia firmato. Dell'opera non si conosce la committenza e la provenienza, fu visto da Joseph Archer Crowe e da  Giovanni Battista Cavalcaselle nella collezione del duca di Hamilton e lo classificarono come lavoro di Girolamo da Santacroce. L'opera fu acquistata nel 1882 come lavoro del Giorgione, con un altro dipinto dell'artista : Madonna con il Bambino in trono e angeli musicanti. Solo nel 1903 fu attribuito il lavoro all'Oliverio valutandone la firma posta sulla balaustra: «Alesander Oliverius.V.», dopo che erano stati rinvenuti documenti a Venezia che riguardavano questo pittore di cui non si conosceva nulla.  La tavola fu inserita nel 1907 da Walter Armstrong nei lavori cinquecenteschi. Nel 1912 la tavola fece parte di una mostra londinese di Burlington Fine Art Club.
La tavola presenta la raffigurazione di un uomo a mezzobusto di circa una trentina d'anni. Il suo sguardo è rivolto all'osservatore in maniera fissa. L'espressione molto intensa, e l'abbigliamento del personaggio conferiscono all'opera una certa naturalezza avvicinando il soggetto a chi lo guarda. Porta al collo una catena con un ciondolo a forma di corno che per molto tempo fu considerato un portafortuna. Una raffigurazione simile la fece Lorenzo Lotto nel suo Ritratto di Lucina Brembati, anche la donna porta al collo un corno. Contrariamente a quando si era considerato per molto tempo, l'oggetto aveva la funzione di stuzzicadenti, che le persona ricche portavano appese al collo per aver sempre alla portata di mano.
Il gentiluomo indossa una sottoveste bianca ripresa sulla scollatura rotonda formando una ricca arricciatura, e un abito con due bottoni oro e ricco di bordura con ricamo a filo dorato, un mantello nero ricopre le sue spalle fino a scoprire solo parti delle mani che sono appoggiate sulla balaustra. Particolarmente curato è il corno al collo, inserito in una serie di catenelle dorate con una perla e pietra rossa e una nera. L'abbigliamento conferma in maniera indicativa la realizzazione della tavola nella prima metà del Cinquecento. L'opera presenta l'influsso di Jacopo Palma il Vecchio conterraneo dell'Oliverio e non del Giorgione come era stato indicato nell'Ottocento. Il dipinto potrebbe nella sua forma frontale, avere come riferimento La Schiavona del Vecellio. Sul lato sinistro è raffigurato un albero mentre in lontananza sui monti sono visibili alcuni castelli. Le cime più lontane dei monti sfumano in un cielo che albeggia nei colori chiari fino a una striscia di nuvole bianche su un cielo azzurro intenso, a creare un notevole contrasto cromatico con il nero del mantello in primo piano.